# 盘龙城站
盘龙城站位于中华人民共和国湖北省武汉市黄陂区盘龙大道地下，是武汉地铁2号线的地铁车站。

## 车站结构
车站位于盘龙大道和汤云海路交汇处。地下一层是站厅，地下二层是站台。东边是距今3500多年的盘龙城遗址。

### 楼层分布
| 地面     | 地面               | 出入口                               |  |  |
| 地下一层 | 站厅               | 售票机、客服中心、武漢通充值、洗手間 |  |  |
| 地下二层 |                    | █ 2号线 往天河机场（巨龙大道）       |  |  |
|          | 岛式站台，左侧开门 |                                      |  |  |
|          |                    | █ 2号线 往佛祖岭（宏图大道）         |  |  |

### 車站出口
|                                                 |      |                                  |
| 出口編號                                        | 設施 | 建議前往的目的地                 |
| A                                               |      | 盤龍大道 武漢市第一醫院盤龍院區  |
| B                                               |      | 湯雲海路 巢上城                  |
| C                                               |      | 盤龍大道 寶安·山水龍城、中國院子 |
| D                                               |      | 盤龍大道 盤龍城遺址公園          |
| 注： 設有升降機 \| 設有輪椅升降台 \| 設有洗手間 |      |                                  |

## 鄰近地點
盘龙城遗址、府河

### 内部链接
- 武汉地铁车站列表